# Morrone del Sannio
Morrone del Sannio (Mërrónë in molisano) è un comune italiano di 513 abitanti della provincia di Campobasso in Molise.

## Storia
Sebbene si voglia individuare l'origine del toponimo nell'antica città sannita di Maronea, esso deriva dal termine latino murex, muricis, ossia "sasso, roccia appuntita"; la base è quella che nei vari dialetti ha dato origine a termini quale morgia, morgione, mericone, e a toponimi quali Morcone, Moricone, Murgia. In questo caso da una forma accrescitiva muriconem si è avuta la sincope di -i- pretonica con conseguente assimilazione progressiva della consonante velare -c- e apertura della vocale posteriore -u- nella vocale -o-, ossia mur(i)cone(m)>murrone>morrone.
Anticamente fu indicato anche con altre denominazioni: Murronis, Marone, Murrone.
Molti fanno derivare il nome da Morra, ossia spiga di grano, data la gran produzione di frumento della zona. Tale ipotesi è però priva di fondamento scientifico. In passato, da alcuni storici, è stato confuso con Morrone (poi Castelmorrone), paese situato in provincia di Caserta.
Il Regio Decreto del 22 gennaio 1863, autorizza il cambio di denominazione da Morrone in Morrone del Sannio.
Il rinvenimento delle strutture di una villa romana, di una certa grandezza, nei pressi dell'abbazia di Casalpiano, testimonia l'interesse dei romani per lo sfruttamento delle possibilità offerte dai terreni utili per varie coltivazioni.
Qui è stata rinvenuta un'iscrizione in cui un liberto prega gli dei per il ritorno della padrona a casa, scampata alla sciagura di Pompei.
Nel 1308 erano titolari del centro Giovanni ed Adelmario.
I Santangelo se ne appropriarono nel XV secolo.
Ultimi proprietari furono i Di Sangro.
I resti della villa romana sono ubicati a non molta distanza dal Tratturo Celano-Foggia ed in un luogo particolarmente favorevole per lo sviluppo di vigneti e piantagioni di olivo.
L'insediamento ebbe origine intorno al II secolo a.C. e fu abbandonato nel V.
Ancora nell'agro, accanto alle strutture della villa romana, sopravvivono i resti dell'abbazia di Casalpiano.
Dell'edificio che mostra i caratteri stilistici del XII secolo è visibile seppur danneggiata, un'abside. L'abbazia fu distrutta dal terremoto del 1456.
Accanto vi sono le strutture di un altro edificio sacro risalente al XIII-XIV secolo.
Poco lontano da Casalpiano sorge il Convento quattrocentesco di San Nazzario, del quale è particolarmente suggestivo il chiostro.
All'interno del paese merita una visita la chiesa di Santa Maria Maggiore. Risale ai principi del XVIII secolo.

### Simboli
Lo stemma e il gonfalone sono stati concessi con decreto del presidente della Repubblica del 5 febbraio 1987.
Nello stemma sono raffigurate cinque spighe di grano d'oro in campo verde che riprendono l'ipotesi che il toponimo derivi da morra:', ossia "spiga di grano", e simboleggiano la produzione di frumento, la coltivazione più diffusa nel territorio.
Il gonfalone è costituito da un drappo di giallo.

## Monumenti e luoghi d'interesse

### Abbazia di Santa Maria in Casalpiano
La chiesa è sorta sul vecchio tratturo abruzzese Celano - Foggia. In origine il sito su cui sorse il tempio era una città romana.
Dopo le guerre sannitiche, Roma combatté contro Annibale, il quale nel 217 occupò il sito di Casalpiano.
In epoca medievale, una importante necropoli sorse presso Casalpiano. Dapprima controllata dai Goti e poi dai Longobardi, la chiesa originale si sviluppò nel VII secolo. Il primo documento ufficiale risale al 1017 quando l'abbazia risulta appartenere a Montecassino, a cui appartiene ancora nel 1097, come risulta da una Bolla di conferma dei beni di Papa Urbano II indirizzata all'allora abate cassinense Oderisio, da lui fatto anche cardinale.
La chiesa nel XII secolo risulta unita Alle badie di San Martino in Pensilis e Sant'Eustachio di Pantasia. Nel XIV secolo è sorretta da Giacomo di Pesche, che diventa abate come Angelo III.
La vecchia chiesa è distrutta dopo il terremoto del 1456 e ricostruita a fianco. Oggi resta il complesso nuovo con annesso chiostro e ostello rinascimentale. Quest'ultimo è rettangolare e forma un giardino interno. La facciata della chiesa nuova è romanica con rosone e portale del XII secolo. Bifore cieche si affacciano sui lati. Il campanile è a torre.
I resti della vecchia chiesa consistono nelle tre absidi perfettamente conservate. La nuova chiesa interna è spoglia di affreschi e ha sempre tre absidi.

### Torre cilindrica
Torre medievale del XIV secolo, inglobata nelle case che attorniano il percorso della vecchia cinta muraria.

## Società

### Evoluzione demografica
Abitanti censiti

## Cultura

### Cinema
Morrone del Sannio diventò famoso nel 1961 per aver prestato la location per un documentario sul cinematografo ambulante dove veniva proiettato il film La terra trema di Luchino Visconti nella piazza cittadina, i cui gradoni si trasformavano per l'occasione in gradonate per la proiezione del film. Il documentario fu girato da Leonardo Autera, e narra la storia di un proiezionista che si sposta in posti sperduti della montagna molisana dove non è ancora arrivata la TV e l'evento diventa l'occasione di festa per tutta la Comunità.

## Amministrazione
Di seguito è presentata una tabella relativa alle amministrazioni che si sono succedute in questo comune.
| Periodo          | Periodo          | Primo cittadino      | Partito                     | Carica  | Note   |
| ---------------- | ---------------- | -------------------- | --------------------------- | ------- | ------ |
| 24 giugno 1988   | 28 dicembre 1989 | Angelo Antonio Iorio | Democrazia Cristiana        | Sindaco | [ 11 ] |
| 28 dicembre 1989 | 4 aprile 1991    | Domenico Iorio       | Democrazia Cristiana        | Sindaco | [ 11 ] |
| 20 aprile 1991   | 6 maggio 1993    | Modesto Colasurdo    | Democrazia Cristiana        | Sindaco | [ 11 ] |
| 16 giugno 1993   | 28 aprile 1997   | Vincenzo Casini      | lista civica                | Sindaco | [ 11 ] |
| 28 aprile 1997   | 14 maggio 2001   | Angelo Antonio Iorio | Cristiani Democratici Uniti | Sindaco | [ 11 ] |
| 14 maggio 2001   | 30 maggio 2006   | Angelo Antonio Iorio | lista civica                | Sindaco | [ 11 ] |
| 30 maggio 2006   | 16 maggio 2011   | Antonio Alfonso      | lista civica                | Sindaco | [ 11 ] |
| 16 maggio 2011   | 5 giugno 2016    | Antonio Alfonso      | lista civica                | Sindaco | [ 11 ] |
| 5 giugno 2016    | 4 ottobre 2021   | Domenico Colasurdo   | lista civica                | Sindaco | [ 11 ] |
| 4 ottobre 2021   | in carica        | Stefania Pedrazzi    | lista civica                | Sindaco | [ 11 ] |